# Городская антропология
Городская антропология — субдисциплина антропологии, которая изучает современные сложные общества в городском пространстве и/или предметом изучения которой является городское пространство.
Городская антропология сформировалась как область в 1960—1970-х годах.

## Обзор
Традиционно антропологи считались учеными, которые занимались изучением так называемых незападных, «примитивных» обществ. Изучение же западных городских обществ считалось областью социологии. Но это историческое различие сферы социологии и антропологии началось ослабеть со второй половины 20-го века, когда антропологи начали обращать свое внимание на городскую социокультурную жизнь и связанную с ней динамику. Возникновение городской антропологии частично было результатом последствий Второй мировой войны и процессов деколонизации.
Теоретически городская антропология предполагает изучение культурных систем городов, а также связей городов с более крупными и малыми населенными пунктами, и населением как части всемирной городской системы. Очевидно, что смещение основного внимания антропологии от примитивного общества к сложным городским обществам требовало больших преобразований в области и методе традиционной антропологии. Это имело ключевое значение, поскольку городская социально-культурная жизнь сильно различалась от сельской.
Также сегодня городская антропология отличается от городской социологии. В то время как социологические исследования больше сосредоточены на фрагментированных проблемах, городская антропология теоретически скорее направлена на целостный подход.
Если городская антропология в 1960—1970-х гг. была направлена на исследование конкретных проблем, таких как миграция, родство, социальные сети, бедность, этническая принадлежность и адаптация к городским условиям, проистекающие из традиционных полевых работ, к 1980-м годам антропологи расширили свои интересы и стали включать практически все аспекты городской жизни — от истории жизни отдельных людей в городских районах и учреждениях (например, больницы, школы, тюрьмы) до связей между местами и группами населением разного масштаба в рамках общей городской системы. В результате городская антропология стала более интегрированной в дискурс других социальных наук.

## История дисциплины
Ранние антропологические теории о специфике городской жизни, институтов и социальных отношений отражали классическую социологическую структуру, разработанную в индустриальном обществе XIX века. Большинство таких анализов основывались на предположении, что существует социально значимое различие между городским и сельским населением. Большинство антропологов были под влиянием социологов XIX века, которые рассматривали город в качестве разделения, а не объединения, то есть, места с большей свободой и возможностями для отдельных людей, но также местом изоляции, конфликтов и бюрократизация всех аспектах жизни.
Первоначально, наряду с классическими социологическими работами, на антропологов сильное влияние оказала Чикагская школа городской экологии, объединившая городских социологов, работавших под руководством Роберта Эзры Парка в Чикагском университете. Эта группа ученых в основном опиралась на концептуализацию городов как экосистем, разделенных на «природные зоны», который включал «обычные» районы, трущобы и гетто для иммигрантов и афроамериканцев. Согласно подходу Чикагской школы, эти районы подчинялись законам преемственности жилых районов; таким образом, основной целью было изучение меняющихся моделей проживания в рамках более широкого исследования «социальных проблем» городов. На теоретизирование ‘городской жизни" оказали влияние работы социолога Луиса Вирта. В своем эссе «Урбанизм как образ жизни» Вирт описал город как специфический «социальный институт» с отличительными атрибутами, которые нашли отражение в городской физической структуре, то есть в городском плане и размерах города, в городской социальной организации, а также во взглядах и идеях горожан. Социальная неоднородность города и плотность населения способствуют дифференциации и профессиональной специализация, поэтому социальные отношения имеют тенденцию быть безличными, переходящими и поверхностными. Такая слабая социальная интеграция в конечном итоге приведет к аномии. Также Вирт утверждал, что городской образ жизни порождает релятивистскую перспективу и чувство терпимости к различиям, которые могут рассматриваться как предпосылки рациональности, ведущие к секуляризация жизни. При этом он добавляет, что «урбанизм как образ жизни» не ограничивается жителями городов, но распространяет свое влияние за пределы города. Позже его работы подверглись критике за то, что они были сосредоточены на своеобразном урбанизме, который был культурно и исторически характерен для американских городов на Севере и капиталистической экономике своего времени.
Работа американского антрополога Редфилда, проводившего исследования среди сельских мигрантов в городе, стимулировала интерес к изучению общества с точки зрения города. Американские антропологи, в частности, начали заниматься миграцией из сельской местности в город в крестьянских обществах. Таким образом, с 1930-х по 1950-е годы в антропологии основное внимание уделялось сельским мигрантам в трущобах в мексиканских и других городах Латинской Америки, а также влиянию «урбанизма» на их жизнь. Робин Фокс метко раскритиковал эти исследования, указав, что, следуя установившейся антропологической традиции, они были сосредоточены на небольших единицах (меньшинствах или небольших общинах в городах); подход, который был отражен в интересе этих антропологов к «экзотическим другим». В таком контексте под сильным влиянием доминирующей функционалистской методологической парадигмы и социологии Чикагской школы, антропологи занимались проблемно-ориентированными исследованиями, уделяя особое внимание меньшинствам, адаптации в городах и бедности.
Уже с 1950-х по 1970-е гг. антропологическая работа опиралась на этнографические «исследования сообществ», проведенные социологами, среди которых наиболее заметным классический труд Уильяма Уайта «Общество на углу улицы: Социальная структура итальянских трущоб». В конце 1930-х годов Уайт, проводя исследование в бостонском Норт-Энде, в то время печально известных трущобах, населенных в основном американцами итальянского происхождения, выявил наличие сильных местных связей между этнически однородными районами и «гетто». Этот подход послужил как противодействие предыдущим исследованиям, которые рассматривали городские отношения как анонимные и деловые, и игнорировали встраивание отдельных районов в более крупный город.
Развитие городской антропологии среди британских социальных антропологов шло значительно медленнее и было сопряжено с серьёзными трудностями, несмотря на плодотворную работу Раймонда Ферта, который в 1947 году побудил сотрудников кафедры социальной антропологии Лондонской школы экономики заняться изучением родства в одном из районов Южного Лондона, что привело к важному вкладу в интенсивное изучение современного городского общества. Тем не менее, в конце 1930-х годов процесс урбанизации во многих африканских странах привлек внимание британских антропологов. Хотя исследования, проведенные в африканских городах, на самом деле не рассматривались как городские исследования, Институт Родса Ливингстона, базирующийся на британской территории, которая тогда называлась Северной Родезия внесла значительный вклад в изучение городов Африки. В 1941 году назначение антрополога южноафриканского происхождения Макса Глюкман на посту директора института дал новый импульс исследованиям в городских районах.
Исторические события после Второй мировой войны и процесс деколонизации вынудили антропологов обратить свое внимание на западное общество. Ключевым моментом является то, что ранние антропологические исследования в городах были сосредоточены на традиционных антропологических темах, что привело к изучению городского родства, гетта и трущоб, увековечение фольклора и ритуалов, и т. д. На протяжении 1960-х годов такой дисциплинарный интерес был сосредоточен на новых городских жителях; городских проблемах, таких как бедность, городская адаптация и экологические факторы; роли доминирующих социальных групп; сообществах меньшинств; и традиционных этнографических исследованиях, которые рассматривали город как лабораторию. В целом основное внимание уделялось миграции из сельской местности в город.
В 1960-х годах растущее во всем мире демографическое движение в города привело к расширению городских антропологических исследований. При постоянном внимании к «проблемно-ориентированным» вопросам исследования были сосредоточены на бедности, меньшинствах, включая этнические меньшинства, и на адаптации к городским условиям. Американская антропологическая ассоциация проявила интерес к антропологическим исследованиям в городских районах и в 1972 году инициировала публикацию журнала «Городская антропология». Однако эта инициатива не привела к созданию «городской антропологии» в качестве субдисциплины. Ещё одна попытка была предпринята в 1979 году с созданием Общества Городская антропология (SUA), но последовали бесконечные дебаты, и возмущение со стороны «традиционных» антропологов, которые считали, что городская антропология не является «настоящей» антропологией. В конце 1970-х годов было одобрено создание Комиссии по городской антропологии в рамках IUAES. В конце концов в Вене был созван семинар по городской антропологии, в котором приняли участники из 15 стран. В ноябре 2011 года Джулиана Б. Прато запустила свой рецензируемый онлайн-журнал «Урбанистика», который стремится предоставить научному сообществу и широкой общественности последние результаты исследований, дебаты и новости в области городской антропологии. Ключевая цель этого журнала, публикуемого два раза в год, состоит в том, чтобы выявить актуальность этой дисциплинарной области в понимание социальных, культурных, политических и экономических изменений во всем мире.
В 1980-х годах было опубликовано большое количество городских этнографий. Городская антропология оказалась конкурирующей с другими «антропологиями» — прикладной, экологической, медицинской, образовательной, эстетической, «развития», «пола». В то же время возобновившийся интерес к отдельным темам привел к исследованиям пожилых людей, этнических меньшинств и новых мигрантов, гендерной проблематики (особенно ориентированной на феминизм) и образования. Особое внимание было уделено этнической и религиозной идентичности, а также межнациональным отношениям.
В 1990-х годах интересы городских антропологов отражали влияние того, что было названо пространственным поворотом. В разных дисциплинах люди начали сосредотачиваться на силе, присущей конфигурациям пространства. Этот пространственный поворот черпал сильное вдохновение у французских мыслителей, таких как Мишель Фуко, Анри Лефевр и Мишель де Серто. В городской антропологии концептуализация власти Фуко как режимов истины, которые формируют мир вокруг нас и наше понимание его, возможно, оказало наибольшее влияние. Лефевр утверждал, что пространство является социальным продуктом и что оно часто работает для воспроизведения интересов сильных мира сего. Его работа привлекает внимание к социальному производству пространства и к тому, как это произведенное пространство, в свою очередь, влияет на то, как люди могут думать и действовать. Таким образом, борьба за то, как формируется городское пространство, — это борьба за право заново создавать свою собственную жизнь. Лефевр прекрасно отразил это в идее права на город.
Там, где Фуко и Лефевр подчеркивают важность градостроителей и профессионалов, де Серто уделял более пристальное внимание повседневным способам, которыми люди общаются с городскими ландшафтами. Он утверждал, что в то время как сильные могут использовать пространственные стратегии для доминирования в пространствах и определения их в соответствии со своими потребностями, бессильные полагаются на более эфемерные пространственные тактики, которые материализуются лишь временно, в том, что он называет пешеходными речевыми актами.
Начиная с 1990-х годов в городских антропологических исследованиях по-разному признается, каким образом региональное разнообразие (культурное, социальное, экономическое и политическое) влияет на городскую жизнь. Антропологи обратили внимание на: а) переосмысление теорий урбанизации и моделей роста городов; б) различные модели городского социального взаимодействия и городских конфликтов в традиционно многонациональных государствах и «мультикультурных» процессах в западных городах; в) способы, которыми люди в разных регионах и при различных политических режимах реагируют и адаптируются к требованиям глобальной политики (например, развивающиеся страны, постсоциалистические страны, постиндустриальные условия); d) видимость и актуальность исследований городов и антропологии в целом в более широком обществе.
С 1990-х годов многие антропологи предпочитают определять свою область исследований как антропологические исследования в городских условиях, а не как «городскую антропологию». Эта методологическая и теоретическая позиция отражает смещение акцента с общественных исследований, вдохновленных моделью «городской экологии» Чикагской школы и процессами урбанизации в постколониальных обществах, на политическую экономию, городское планирование, легитимность действия на низовом уровне и управления, взаимосвязь между местным и надлокальным и их значение для городской динамики.

## Методология
На протяжении 1970-х годов стало очевидным, что растущее число городских антропологических исследований привело к необходимости методологического и теоретического пересмотра дисциплинарной парадигмы. В частности, послевоенная и постколониальная ситуация привела к критическому переосмыслению антропологии, её поля действия и методов, а также её объекта изучения. В то же время изучение социальных изменений и влияния марксизма привело к критике доминирующей функционалистской парадигмы. Это было началом нового методологического подхода в дисциплине в целом. Антропологи стали все больше интересоваться взаимосвязью между микропроцессами (на уровне сообщества) и макропроцессами (на региональном и национальном уровнях). Главная проблема заключалась в том, как применить традиционную антропологическую методологию к более «сложным» (западным и незападным) обществам и как избежать потери дисциплинарной идентичности.
Очевидно, что смещение основного внимания антропологии с примитивного общества на сложные городские общества потребовало значительных преобразований в области и методах традиционной антропологии, поскольку городская социально-культурная жизнь имела большие различия по сравнению с сельской.
Полевые работы остается центральной методологией антропологии. Однако городская антропология, как правило, сталкивается с условиями, весьма отличными от тех, в которых первоначально привыкли работать антропологи. В городах люди могут проводить большую часть своего времени в относительно недоступных местах работы, отдыха и дома. В то же время их жизнь, как правило, связана с социальными сетями, которые распространяются по городскому ландшафту. Более того, этот городской ландшафт явно выходит за рамки очерченной области и горизонтов людей и формируется экономическими и политическими процессами в масштабах страны и региона. Эти особенности усложняют архетипические формы антропологической полевой работы, основанной на длительном погружении в социокультурную жизнь местного сообщества.
Одна из проблем, с которой сталкиваются городская антропология, заключается в том, как определить и очертить изучаемую область. Городская антропология не может вернуться к четко очерченной области одного города с плотной, ограниченной социальной жизнью, которые раньше были основным предметом антропологических исследований. Эта идея была подвержена критике за игнорирование значения более широких сетей и связей, и изображение сельских объектов в упрощенной, статичной манере. Простым ответом было бы: это зависит от обстоятельств. То, что формирует поле деятельности исследователя, будет зависеть от темы или явления, которое она хочет изучить, что также определяет подходящие методы.
Полевые работы по антропологии в городах могут явно отличаться по характеру от полевых работ в сельской местности. В городских антропологических полевых исследованиях исследователям, скорее всего, придется иметь дело с широким кругом людей, которые занимают различные социальные роли: от местных политиков, предпринимателей и директоров благотворительных организаций до местной банды, нелегальных продавцов и охранников. Более того, многие контакты во время такой полевой работы могут быть более мимолетными, что затрудняет установление долгосрочных связей и взаимопонимания. Большая часть городской антропологии требует сочетания методов исследования различных видов. Это может быть использование существующих статистических данных, получение новых данных с помощью опросов, культурных «текстов», которые могут включать политические дебаты, программные документы, материалы СМИ и другие источники общественной культуры. Даже в большей степени, чем исследования в сельской местности, полевые исследования в области городской антропологии характеризуются гибкостью, изобретательностью и опорой на интуицию.
Для изучения городской жизни полезно использовать мобильные методы, позволяющие следить за происходящим с информантами и разобраться в их моделях мобильности и городских траекториях. Мобильные методы помогают отслеживать перемещение людей, товаров и идей, но они также могут помочь нам понять более крупные структуры, которые организуют это движение. Наиболее очевидным мобильным методом является отслеживание и наблюдение за передвижениями людей по городу, что позволяет понять опыт и логику движения, а также «молчаливое» знание городского ландшафта, которое предполагает такое движение. Такие практики также дают представление о воплощенных, сенсорных аспектах городской жизни: запахах, звуках и влияниях, которые играют центральную роль в восприятии города.
Другой мобильный метод включает в себя просьбу к информантам вести дневники своих передвижений в течение дня, которые антрополог может затем обсудить с ними. Такие обсуждения могут выявить многое о повседневной жизни и передвижениях, что информанты не смогли бы сформулировать без посторонней помощи. Чтобы понять, как люди относятся к городскому ландшафту, исследователи также могут использовать различные методы, связанные с составлением карт. Одним из них является ментальное картирование (или когнитивное картирование), которое включает в себя просьбу людей нарисовать карты определённых районов (например, района или города).

## Основные направления и подходы исследований
Подход Сета Лоу заключается в антропологическом изучении города. Он составляет список различных городов, разделяя их по экономическим, религиозным, социальным и архитектурным областям, которые определяют составляющую города. Каждую сферу он подразделяет на типы городов, основываясь на исследования других антропологов. Так, например, в разделённом городе главную роль играют внутренние барьеры между классами, расами, социальными группами и так далее. Или, например, в деиндустриализованном городе ухудшается состояния города из-за закрытия или перемещения предприятий, которые были единственными работодателями в городах рабочего класса.
Другим подходом изучения городской антропологии является изучение различных факторов, которые оказывают влияние и зачастую определяют жизнь в городе.
В последние годы в городской антропологии возник ряд новых направлений для изучения. Например, анализ городской жизни в связи с процессами глобализации, исследуя, как миграция, транснационализм и новые коммуникационные технологии влияют на город и его жителей. В более широком смысле городские антропологи начали уделять более пристальное внимание тому, как различные технологии формируют городскую жизнь, будь то в форме инфраструктуры, мобильности или пересечения офлайн и онлайн миров.
Недавние исследования также были сосредоточены на неолиберализации как политико-экономической программе, преобразующей городские пространства, как модели городского управления или как силе, формирующей городские субъективности. Городская антропология также уделяет повышенное внимание потреблению, часто в связи с новым интересом к среднему классу в качестве исследовательского направления. Антропологические исследования социальных движений стали уделять все больше внимания городскому характеру недавних восстаний и протестов.
Одним из новых интересов в этой области является постнеолиберализм. Городские жители, общественные движения и правительства все активнее сигнализируют о недостатках или неудачах неолиберализма. В городах по всему миру мы видим попытки выйти за рамки неолиберальных представлений и программ в представлении о том, как организовать социальную, политическую и экономическую жизнь. Попытки выйти за рамки неолиберализма также влекут за собой усилия по новому определению солидарности более всеобъемлющим образом.
Возросший исследовательский интерес к городскому будущему также связан с опасениями по поводу экологического будущего городов. Поскольку экологические проблемы становятся все более актуальными, городские антропологи также все активнее участвуют в изучении городской экологии и устойчивости в различных культурных контекстах, часто с сильным акцентом на экологическую справедливость. Такие антропологические подходы к городской среде также включили новые взгляды на городскую природу, которые ставят под сомнение давние различия между культурой и природой.